# Philodromus alboniger
Philodromus alboniger là một loài nhện trong họ Philodromidae.
Loài này thuộc chi Philodromus. Philodromus alboniger được Lodovico di Caporiacco miêu tả năm 1949.